# 国立病院機構静岡医療センター附属静岡看護学校

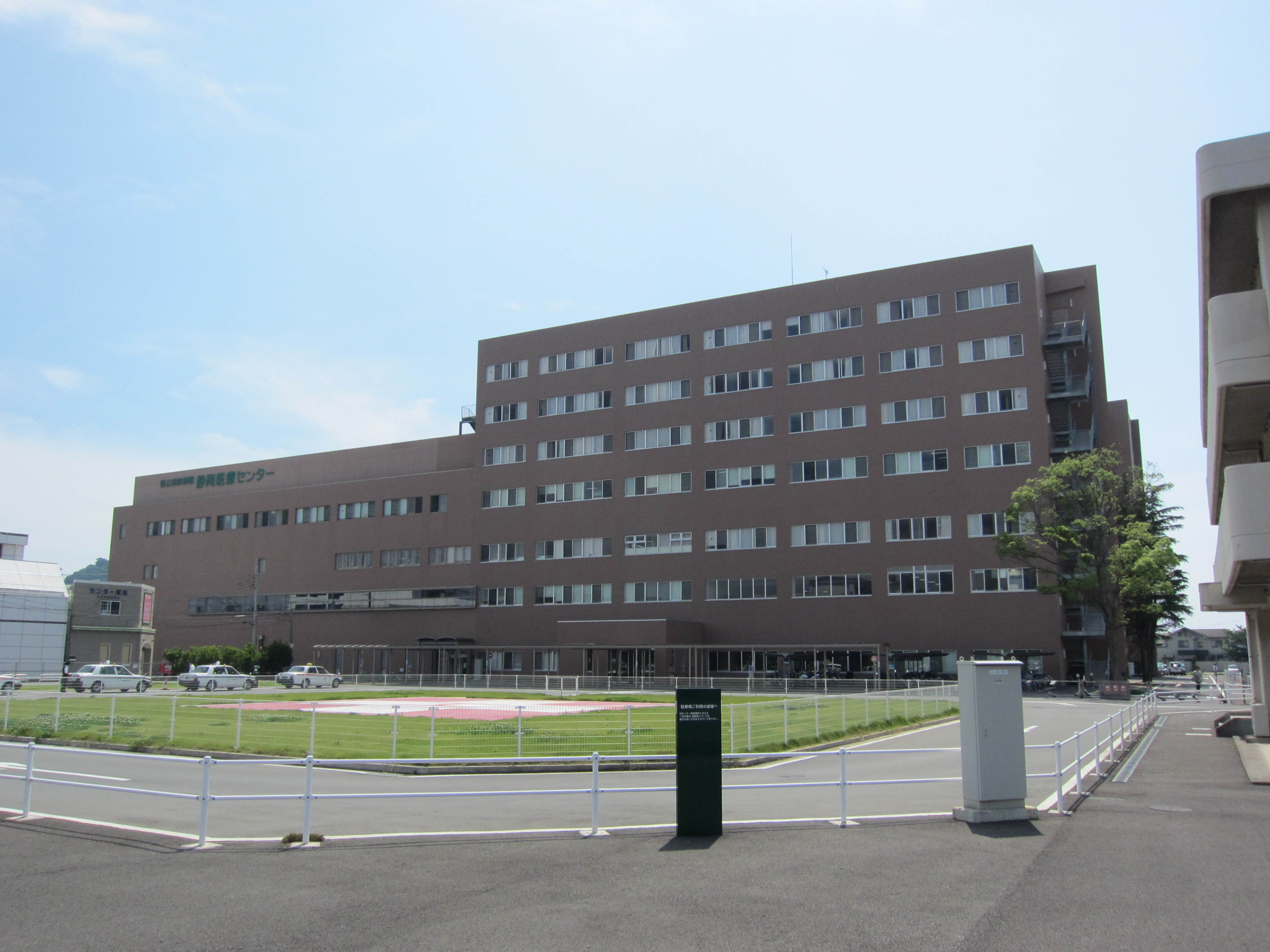
静岡医療センター

国立病院機構静岡医療センター附属静岡看護学校（こくりつびょういんきこうしずおかいりょうセンターふぞくしずおかかんごがっこう）は、独立行政法人国立病院機構が静岡県駿東郡清水町に設置する、静岡医療センターを母体病院とする専修学校である。同院と同一敷地内に位置している。
また清水町には静岡県立看護専門学校（旧校名：静岡県立東部看護専門学校）も立地している。

## 沿革
（この節の出典）
- 1963年（昭和38年）9月1日 - 国立沼津病院附属高等看護学院創立
- 1967年（昭和42年）4月1日 - 国立沼津病院と国立三島病院の組織統合により国立東静病院附属高等看護学院と名称変更
- 1975年（昭和50年）4月20日 - 国立東静病院附属看護学校と名称変更
- 1976年（昭和51年）4月1日 - 学校教育法82条の第2項に規定する専修学校となる
- 1996年（平成8年）4月1日 - 国立浜松病院附属看護学校と統合し国立東静病院附属看護学校として発足
- 2002年（平成14年）3月 - 保健師助産師看護師法の施行（旧保健婦助産婦看護婦法）により男女ともに「看護師」という名称に統一。
- 2004年（平成16年）4月1日 - 母体病院の名称変更に伴い独立行政法人国立病院機構静岡医療センター附属静岡看護学校と名称変更

## 学科
- 看護専門課程 看護学科（3年課程、学年定員80名、総定員240名 男女共学）

## 卒業後の資格
- 専門士（医療専門課程）称号[2]
- 看護師国家試験の受験資格
- 保健師・助産師養成学校 受験資格
- 大学教育学部養護教諭特別学科 受験資格
- 大学編入学資格

## 交通アクセス
- JR東海道新幹線・JR東海道本線・伊豆箱根鉄道駿豆線「三島駅」から[3]
- JR東海道本線・JR御殿場線「沼津駅」から[3]
  - 東海バス乗車、「静岡医療センター」停留所下車